# Jacob Gerstner
Padre Jacob Gerstner ( 1888 - 1948) fue un botánico, etnólogo, alemán; que fue misionero de la nación zulú.

## Honores

### Epónimos
Especies
- (Aizoaceae) Aloinopsis gerstneri L.Bolus[1]
- (Aizoaceae) Delosperma gerstneri L.Bolus[2]
- (Aizoaceae) Nananthus gerstneri (L.Bolus) L.Bolus[3]
- (Aizoaceae) Stomatium gerstneri L.Bolus[4]
- (Aloaceae) Aloe gerstneri Reynolds[5]
- (Asclepiadaceae) Caralluma gerstneri Letty[6]
- (Asclepiadaceae) Orbea gerstneri (Letty) Bruyns[7]
- (Asclepiadaceae) Orbeopsis gerstneri  (Letty) L.C.Leach[8]
- (Rubiaceae) Pavetta gerstneri Bremek.[9]

- La abreviatura «Gerstner» se emplea para indicar a Jacob Gerstner como autoridad en la descripción y clasificación científica de los vegetales.[10]